# Suchoi Su-34

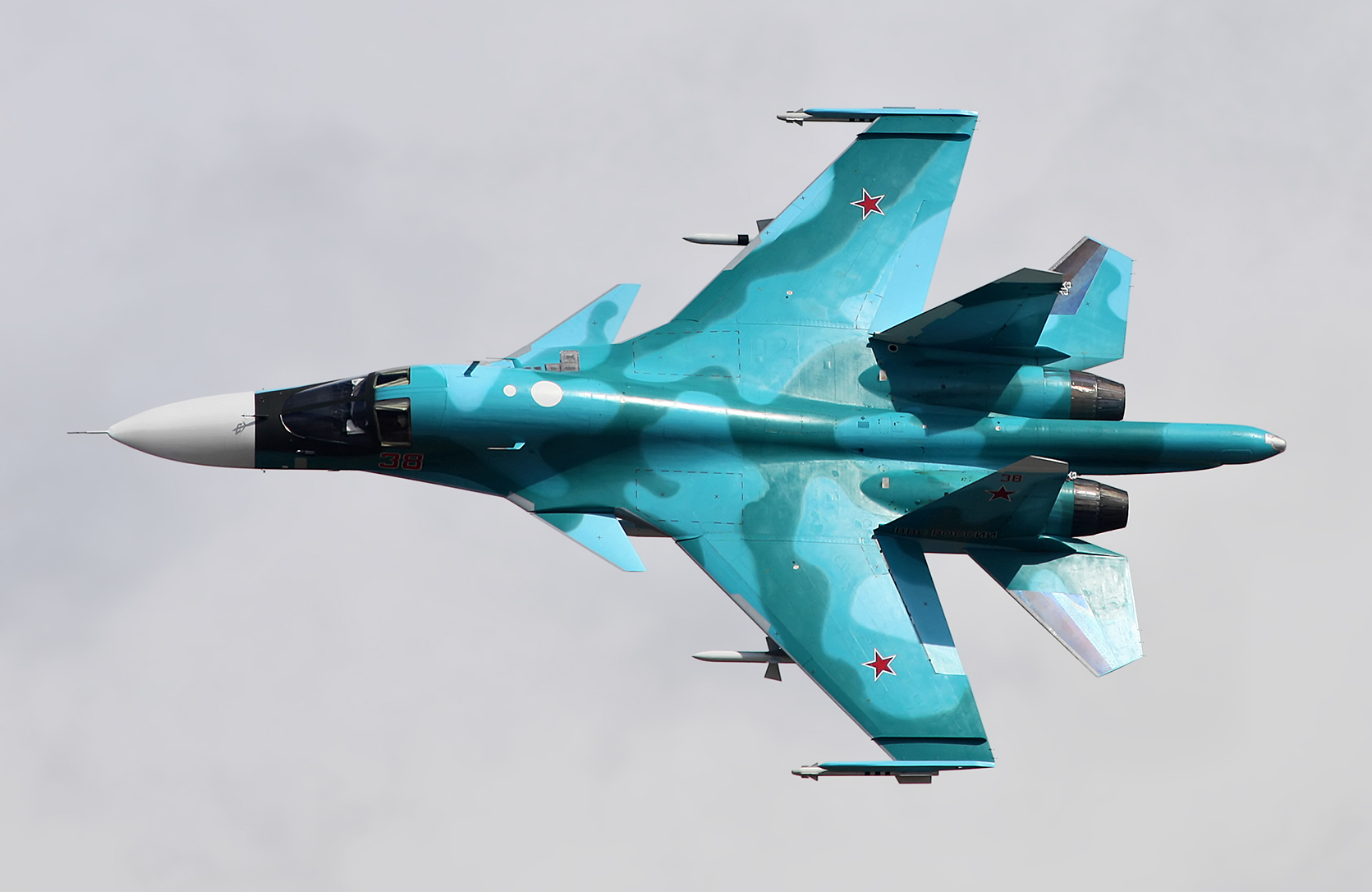
Suchoi Su-34 (2015)

Die Suchoi Su-34 (russisch Сухой Су-34, NATO-Codename: Fullback), als Exportversion unter der Bezeichnung Su-32, ist ein noch in der Sowjetunion entwickelter zweisitziger Jagdbomber aus dem Konstruktionsbüro Suchoi, dessen Serienproduktion im April 2006 anlief. Im Juli 2007 begann die Auslieferung an die russischen Luftstreitkräfte.

## Entwicklung und Geschichte

### Vorgeschichte

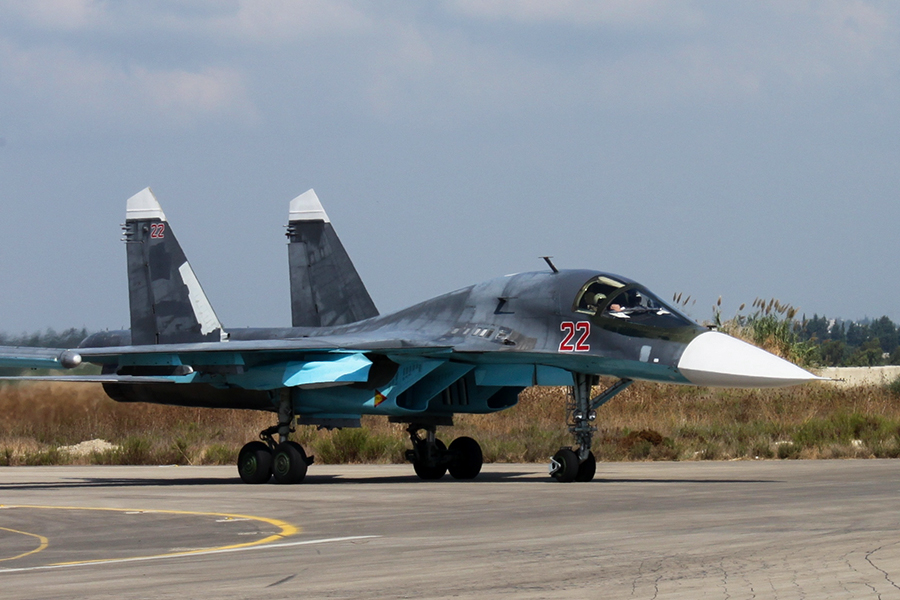
Su-34 auf dem syrischen Flughafen Latakia, Oktober 2015

Anfang der 1980er-Jahre hatten die sowjetischen Frontfliegerkräfte drei Typen Jagdbombenflugzeuge: die Su-17, die MiG-27 und den schweren Frontbomber Su-24. Vor allem eine veränderte Gefechtsführung und zunehmende Teuerungsraten machten die Entwicklung von Mehrzweckkampfflugzeugen notwendig. Es wurden Flugzeuge gefordert, die sowohl als Abfangjäger als auch als Jagdbomber einsetzbar sein sollten. In Europa flog inzwischen der Panavia Tornado und die Amerikaner formten den Kampftrainer F-15B zum Mehrzweckjäger F-15E Strike Eagle um. Zwar hatte man mit dem leichten Frontjäger MiG-29 und dem schweren Luftüberlegenheitsjäger Su-27P bzw. Su-27S Flugzeuge, die der F-15E im Luftkampf ebenbürtig waren, aber keines der genannten Muster war in der Lage, schwere Schläge gegen Bodenziele im Hinterland des Gegners oder gegen Seeziele wie Trägerverbände zu führen. Die Su-27P war rein auf den Luftkampf ausgelegt und die Su-27S konnte außer Luft-Luft-Lenkflugkörpern lediglich ungelenkte Luft-Boden-Raketen kurzer Reichweite abfeuern.

### Entwicklung

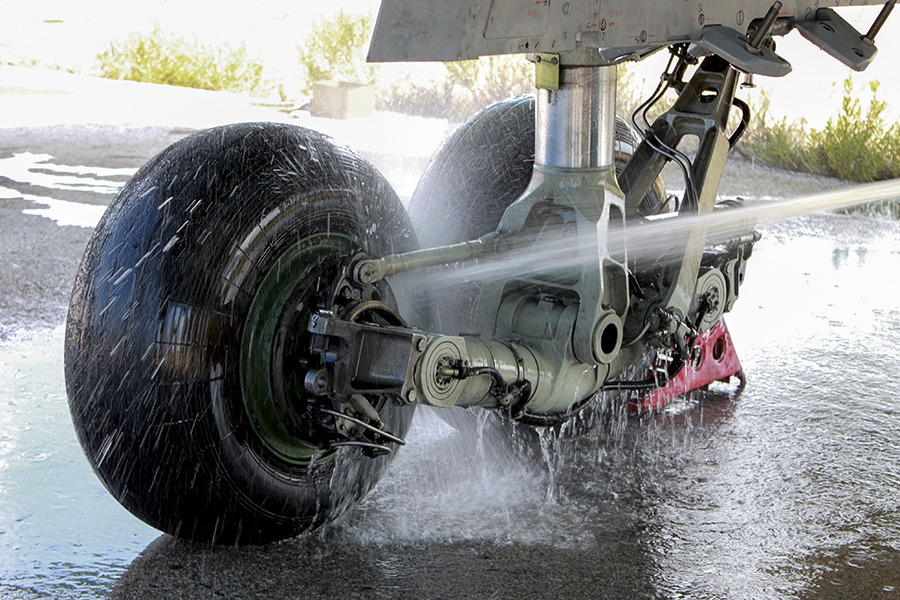
Detailaufnahme des Tandem-Hauptfahrwerkes einer Su-34

Auf Befehl des Ministers für Luftfahrt-Industrie begann am 21. Januar 1983 im OKB Suchoi die Entwicklung eines schweren Jagdbombers. Die Forderungen der Luftstreitkräfte lauteten hohe Manövrierfähigkeit, hohe Waffenzuladung, hohe Geschwindigkeit und ein weiter Einsatzradius. Die Su-27 diente als Vorlage. Die spezielle Form des Rumpfes und der Tragflächen ermöglichte extreme Luftkampfmanöver. Auch die Waffenzuladung war mit sechs Tonnen umfangreich, und große interne Tanks ermöglichten Kampfradien von mehr als 2000 Kilometern. Die starken Triebwerke Al-31F brachten die Maschine auf Mach 2,35. Ausgehend von der Su-27 und ihren in Entwicklung befindlichen Modifikationen wurde der Nachfolger für den Frontbomber Su-24 projektiert. Allerdings sollte die neue Maschine auch den Mittelstreckenbomber Tupolew Tu-22M ersetzen. Suchoi-Chefkonstrukteur Rolan Martirossow gab dem Vorhaben zunächst die Werksbezeichnung T-10W, später wurde auch die Bezeichnung Su-27IB (IB = Istrebitel Bombardirowschtschik = Jagdbomber) bekannt.
Mit der Entwicklung eines funkelektronischen Komplexes zur Waffenlenkung wurde die Vereinigung Leninez in Sankt Petersburg (damals noch Leningrad) beauftragt. Das Triebwerk wurde wieder von NPO Saturn entwickelt. Die Luft-Luft-Raketen sollten von Wympel stammen, die Luft-Boden-Raketen von Raduga. Den Auftrag für die Bordkanone bekam das Konstruktionsbüro für Gerätebau Totschnost in Tula. Konkreter Ausgangspunkt für die T-10W war schließlich der nicht fertiggestellte Prototyp des bordgestützten Kampftrainers T-10KM-2 mit nebeneinander angeordneten Sitzen. Ursprünglich war lediglich die Aufrüstung der Su-27UB ins Auge gefasst worden, allerdings wäre die Belastung für die Besatzung bei Langstreckenflügen im engen Cockpit zu hoch geworden.
In Nowosibirsk wurde schließlich ein neues Rumpfvorderteil mit gepanzerter Kabine angefertigt und an die T-10KM-2 angebaut. Durch die nebeneinander liegenden Sitze erhielt das Rumpfvorderteil keinen runden, sondern einen flachen elliptischen Querschnitt mit scharfen Seitenkanten, die in die vorderen Tragflügelkonsolen übergingen. Der Einstieg in das Cockpit erfolgt über den Bugfahrwerksschacht. Da sich das Gewicht des Flugzeuges vor allem nach vorn verlagerte, wurde das Bugfahrwerk mit Doppelbereifung versehen und das Hauptfahrwerk als Tandem ausgelegt. Wesentlich verändert wurden auch die Luftansaugschächte, die nicht mehr regelbar waren. Das war möglich, da das Flugzeug als Jagdbomber vor allem im Tiefflug in Bodennähe eingesetzt werden sollte und somit die Maximalgeschwindigkeit in großen Höhen an Bedeutung verlor.

### Erprobung und Serienproduktion

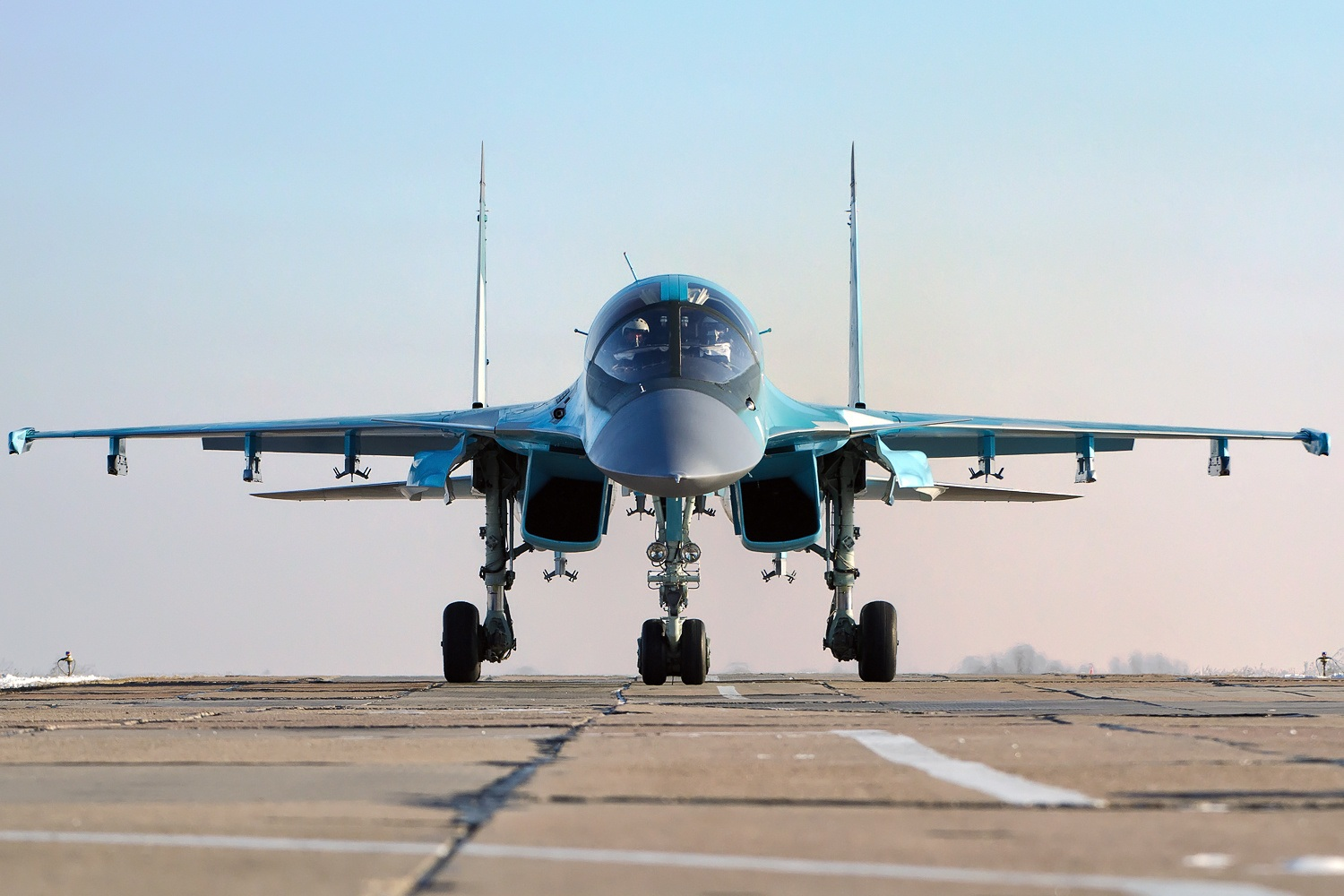
Frontansicht

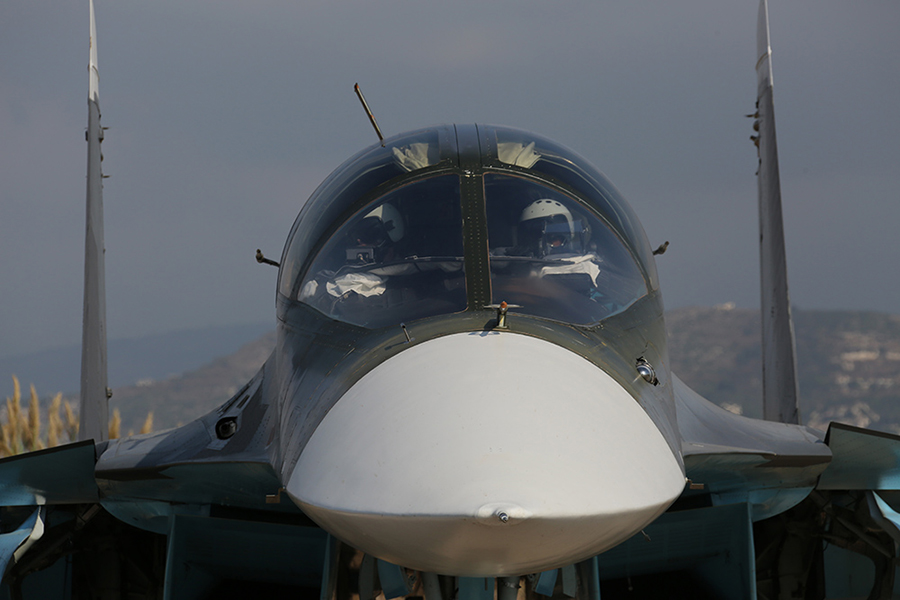
Nahaufnahme der Cockpit-Kanzel

Am 13. April 1990 hob der erste Prototyp der Su-27IB (Blaue 42) zum Erstflug ab. Im Gegensatz zu den späteren Prototypen und Serienmodellen hatte die Maschine noch nicht das Tandemhauptfahrwerk. Geflogen wurde die Maschine von Jewgeni Alexejewitsch Iwanow über dem Forschungsinstitut der russischen Luftstreitkräfte in Achtubinsk.
Die Öffentlichkeit bekam das neue Flugzeug erstmals am 13. Februar 1992 anlässlich einer Beratung der GUS-Staaten in Matschulistsche in der Nähe von Minsk zu sehen. Die Organisatoren der Schau rechneten offenbar damit, dass mit der Vorstellung der Maschine staatliche Gelder zur Fortsetzung der Erprobung der Su-27IB bewilligt werden würden. Informationen über das neue Flugzeug waren bereits früher an die Öffentlichkeit gedrungen, denn im Sommer 1990 befand sich das Flugzeug kurzzeitig auf dem Flugplatz Saky am Schwarzen Meer, wo sich das Testzentrum der sowjetischen Marineflieger befand. Hintergrund war der Besuch des damaligen Präsidenten der Sowjetunion, Michail Gorbatschow, auf dem Flugzeugträger Tbilissi, heute Admiral Kusnezow, der sich nach Deckerprobungen von Su-27K, MiG-29K und Su-25UTG und danach erfolgter Umbauten auf einer Werksfahrt befand. Diese Gelegenheit machte sich das OKB Suchoi zur Vorstellung des neuen Mehrzweckkampfflugzeuges zunutze. Der Testpilot führte mit der Su-27IB einen Landeanflug auf die Tbilissi durch, fing die Maschine jedoch kurz vor dem Aufsetzen ab. Aufsetzen konnte die Maschine wegen des fehlenden Fanghakens nicht, und außerdem war sie für den Schanzenstart viel zu schwer. Die Bilder gingen um die Welt, und es wurde angenommen, die Maschine sei auf dem Träger gelandet. So sprach man im Westen zunächst vom neuen bordgestützten Kampftrainer Su-27KU.
Am 18. Dezember 1992 startete die erste Vorserienmaschine T-10W-2 (Blaue 43), jetzt mit Tandemhauptfahrwerk. Dabei handelte es sich um den zweiten Prototyp in Serienkonfiguration. Der Jagdbomber wurde so ausgelegt, dass er stark gesicherte Bodenziele unter allen Wetterbedingungen bei Tag und Nacht wirksam angreifen konnte. Auch wurde der Heckkonus vergrößert, um Platz für zwei Bremsschirme und zusätzliche Täuschkörperwerfer zu schaffen. Im März 1994 wurde eine Su-27IB nonstop von Nowosibirsk nach Schukowski überführt und dort als Su-34 vorgestellt. Im Westen wurde eine Su-32FN (Blaue 45) erstmals im Juni 1995 auf dem Pariser Aerosalon gezeigt. T-10W-3 war eine Zelle für Bruchversuche. Ihr folgten die Vorserienmaschinen T-10W-4 (Weiße 44, Erstflug am 26. Dezember 1996), T-10W-5 (Weiße 45, Erstflug am 28. Dezember 1996) und T-10W-6 (Weiße 46, Erstflug am 27. Dezember 1997). Mit T-10W-4 begann die Waffensystemerprobung, T-10W-5 hatte erstmals das Missionssystem Sch141 Chischtschnik, welches ab 1996 getestet wurde. Auch T-10W-4 wurde ab Ende 1996 damit geflogen. 1999 erhielt diese Maschine das optische System Platan. So ausgestattet, eskortierte sie im April 2000 Frontbombenflugzeuge Su-24M zu Übungen bei Aschuluk. Dabei wurde vor allem das EloKa-System L-175W Chibiny getestet. 2000 und 2002 wurden zwei Maschinen versuchsweise über Tschetschenien eingesetzt.
T-10W-6 wurde 1999 mit neuen Computern der BtsWM-386-Serie ausgerüstet, welche die alten Argon ablösten. Leninez nutzte außerdem eine umgebaute Tu-134Sch als Testträger für das Radar W004. Zwei weitere Vorserienmaschinen – T-10W-7 (Weiße 47) und T-10W-8 (Weiße 48) – flogen am 22. Dezember 2000 und am 20. Dezember 2003. Die Erprobung hatte sich zwischendurch sehr langsam hingeschleppt. Als jedoch General Wladimir Michailow im April 2002 zum Oberbefehlshaber der Luftstreitkräfte ernannt wurde, drängte er auf eine Beschleunigung des Programms und drohte andernfalls seine Streichung an. Nach 150 Testflügen im Jahr 2002 wurden allein im ersten Halbjahr 2003 etwa 130 Missionen geflogen.
Die Luftstreitkräfte jedoch wollten weitere Verbesserungen, obwohl die erste Phase der staatlichen Erprobung abgeschlossen war. NAPO brachte diese Verbesserungen in die T-10W-8 ein. Am 30. September 2006 war die Wiederholung der staatlichen Versuche abgeschlossen. Erstmals wurden in dieser Phase GLONASS-gesteuerte Bomben der KAB-500-Serie abgeworfen.
Die Bezeichnung Su-32FN war eine neue Bezeichnung für ein und dasselbe Flugzeug. Erst beim letzten Besuch des Chefs der Luftstreitkräfte beim Hersteller in Nowosibirsk wurde festgelegt, dass die Maschine als Su-34 in die russischen Luftstreitkräfte aufgenommen wird. Der Hersteller bezeichnet die geplanten Exportmodelle als Su-32NF und Su-32M.
Die Su-34 schloss 2005 die staatliche Erprobung ab und wurde in den Dienst der russischen Luftstreitkräfte gestellt. Der erste Liefervertrag für die russischen Luftstreitkräfte wurde im März 2006 mit dem Herstellerwerk NAPO in Nowosibirsk abgeschlossen. Schließlich flog am 12. Oktober das erste Serienflugzeug Rote 01 und wurde zusammen mit der 02 am 15. Dezember 2006 an die Luftstreitkräfte übergeben. Die Rote 01 ging zum 4. ZBP i PLS nach Lipezk, die Rote 02 blieb etwa bis Juli 2007 in Nowosibirsk, da sie noch nicht voll ausgerüstet war. An ihr wurde zwischenzeitlich aber auch das Bodenpersonal ausgebildet. Dann nahm sie an Waffensystemtests in Achtubinsk teil. 2008 erfolgte die Auslieferung einer Maschine, 2009 von zwei Su-34. Am 28. Dezember 2010 folgten die ersten vier Maschinen eines 2008 geschlossenen Vertrags über 32 Jagdbomber für jeweils ca. 27,7 Mio. Euro pro Stück. Die offizielle Indienststellung erfolgte am 9. Dezember 2011 auf dem Stützpunkt Woronesch. 2012 erfolgte die Unterzeichnung eines weiteren Vertrags über 92 Su-34, welche bis 2020 ausgeliefert werden sollten. Der Stückpreis lag bei einem Gesamtvolumen von 1000 Milliarden Rubel etwas über zehn Milliarden Rubel, rund 15 Millionen Dollar. In den langfristigen Plänen bis 2020 und darüber hinaus wurden ursprünglich mindestens 140 Su-34 seitens der russischen Luftstreitkräfte eingeplant. Im 2019 war die Unterzeichnung eines Vertrags zur Produktion von 48 Stück absehbar, welche in den Jahren 2019 bis 2027 ausgeführt werden sollte, später sollten es 76 bis 2027 sein. Interessenten für den Export sollten laut älteren Angaben Algerien, Libyen, Syrien und eventuell der Iran sein. Als analoges Waffensystem kann die F-15E Strike Eagle angesehen werden.
Die Su-34 soll die Modelle Su-17, Su-24, MiG-27, Tu-22M und Tu-142 ersetzen, allerdings in erheblich geringerer Stückzahl als die Vorgänger. Es war auch eine Aufklärungsvariante der Su-34 geplant, da aber die Jagdbomberversion schon über ein gutes Aufklärungspotential verfügt und mit entsprechenden Behältern ausgestattet werden kann, verzichtete man auf eine Neuentwicklung.
Nach der Indienststellung der ersten zwei Maschinen erhielt die Su-34 von der NATO den NATO-Codenamen Fullback. Der ungewöhnliche Vorderrumpf der Maschine führte zu dem Spitznamen утёнок (utjonok) (zu dt.: Entchen) oder утконос (utkonos) (zu dt.: Schnabeltier).

## Konstruktion und Technik

### Aerodynamische Auslegung

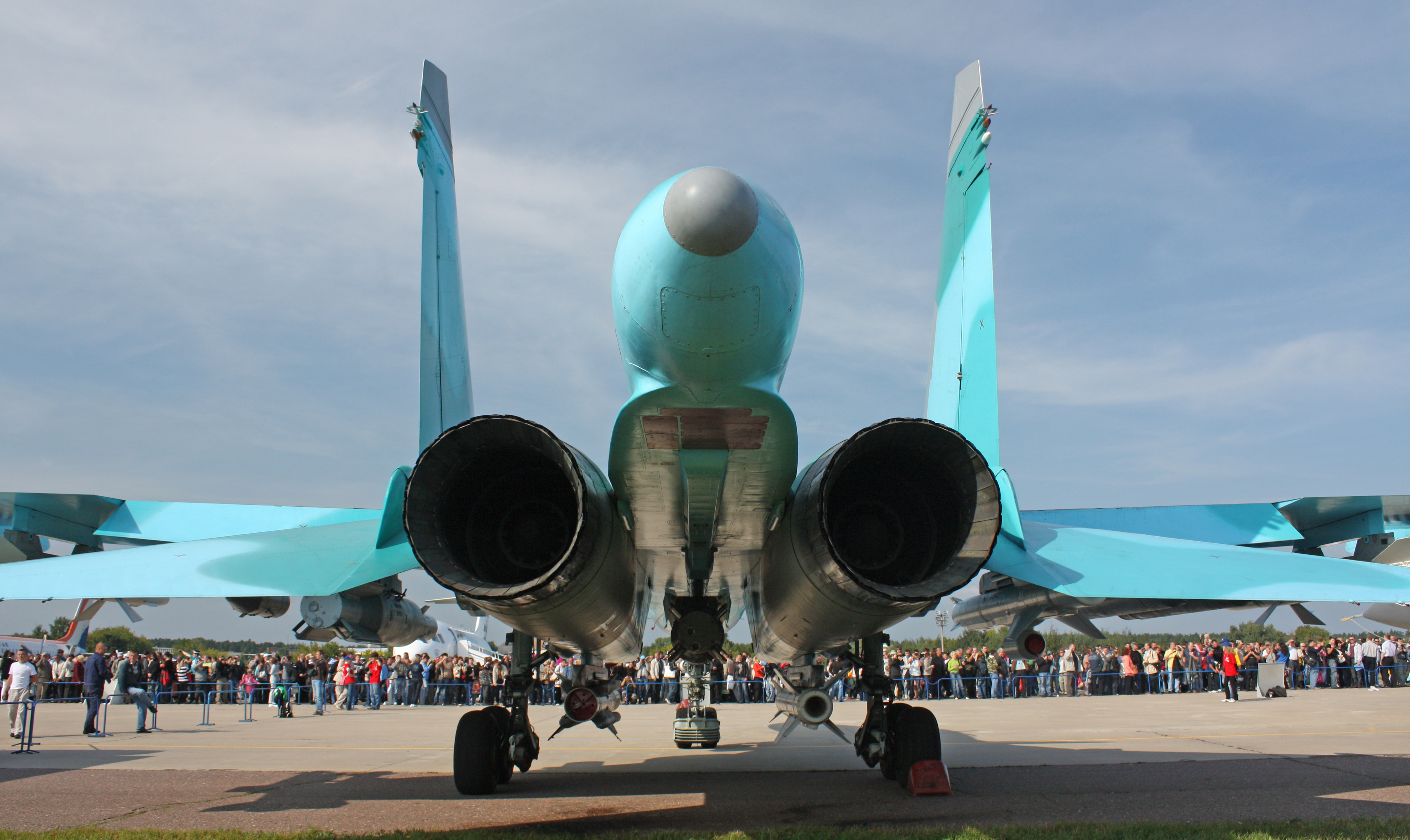
Heckkonus der Su-34

Die Su-34 ist aerodynamisch ähnlich wie die Su-27 und Su-35 ausgelegt. Sie ist zwar konventionell mit einem Höhenleitwerk ausgestattet, besitzt aber zusätzlich Entenflügel, welche die Manövrierfähigkeit steigern sollen. Weitere Änderungen an der Rumpfform waren der bereits erwähnte breitere Rumpfbug und der vergrößerte Heckausleger zwischen den Triebwerken. Durch die Formgebung des Rumpfbugs, den Wegfall der Stabilisierungsflossen unter den Seitenleitwerken, dem Einbau radarabsorbierender Materialien und einen Radarschutzanstrich wurde die Radarsignatur beträchtlich verringert. Wie Su-27K, Su-30 und Su-35 verfügt nun auch die Su-34 über ein Luftbetankungssystem, das ihr mit drei bis vier Luftbetankungen praktisch globale Reichweite verleiht. Grenzen setzt hier lediglich die Belastbarkeit der Besatzung.
Der breitere Rumpfbug ermöglicht eine nebeneinanderliegende Anordnung der Besatzungsmitglieder auf Swesda-K-36DM-Schleudersitzen. Um der Ermüdung der Besatzung auf Langstreckeneinsätzen (zehn Stunden und mehr mit Luftbetankung) entgegenzuwirken, wurde erhöhter Wert auf Komfort gelegt. Der relativ große Rumpfrücken hinter dem Cockpit verfügt über eine kleine Bord-Küche und einen Stahlzylinder mit abschließbarem Trichterabschluss als Toilettenersatz. Er soll den Besatzungsmitgliedern sogar genügend Platz zum aufrechten Stehen und Ausruhen geben. Außerdem kann ein Besatzungsmitglied durch die verstellbaren Sitze in liegender Position ruhen. Die Druckbelüftung erlaubt den Verzicht auf Sauerstoffmasken. Um die Druckkabine einfacher hermetisch abschließen zu können, besteigen die Besatzungsmitglieder das Cockpit wie bei einem strategischen Bomber über eine Leiter im Bugfahrwerkschacht. Das Cockpit ist mit einer 17 Millimeter starken und 1,48 Tonnen schweren Titanpanzerung versehen.

### Avionik
Mit T-10W-4 hatte die Waffensystemerprobung begonnen. Zum Missionssystem Sch-141 Chischtschnik (russisch Хищник, Raubtier) der Maschine gehören das Radar Leninez W004 mit passiver elektronischer Strahlschwenkung (PESA), das Chibiny-System L-175W zur elektronischen Kampfführung (Radar- und Raketenwarnempfänger, aktive Störsender, Düppel-/Fackelwerfer), das Platan-Zielsystem mit Videokamera und Laserzielbeleuchter sowie ein Navigations-, Anzeige- und Kommunikationskomplex. Zur Elektronikkontrolle kommt das K102-System von RPKB aus Ramenskoje zum Einsatz. Weiterhin ist ein elektro-optischer Navigations- und Zielbehälter geplant.
Als Radar kommt das W004-Chischtschnik-Radargerät vom OKB Leninez zum Einsatz. Das Radar verwendet eine passiv phasengelenkte Radarantenne (PESA). Es arbeitet im Zentimeterbereich mit einer Wellenlänge von 3 cm, bei einer maximalen Sendeleistung von 15 Kilowatt. Der Schwenkwinkel der Antenne beträgt ± 60 Grad im Azimut und in Elevation. Das W004-Radar kann sowohl Luft- als auch Bodenziele erfassen. Ein Luftziel von der Größe eines Kampfflugzeuges kann auf 90 km detektiert werden und ein Bodenziel von der Größe eines Kampfpanzers auf 30 km. Weiter können mit dem Radar hochauflösende Radarkarten bis auf eine Entfernung von 150 km erstellt werden. Ebenso kann das Radar als Terrainfolgeradar verwendet werden.
Die Navigation wird von einem Empfänger in Kombination mit einer Trägheitsplattform übernommen, der sowohl mit GLONASS als auch mit GPS kompatibel ist und eine Genauigkeit von bis zu einem Meter ermöglicht. Um diese Genauigkeit unter GPS zu erreichen, müsste Russland eine Lizenz für das militärische GPS erwerben, um so in den Besitz der notwendigen Schlüssel zu gelangen. Ohne diese Schlüssel steht nur der öffentliche ungenaue GPS-Kanal zur Verfügung. Ein Radarwarnempfänger, ein Infrarotsensor und ein Laserwarner sichern die Warnung vor Angriffen. Die Besatzung kann außerdem einen Störsender und die üblichen IR-Leuchtkörper aktivieren.

## Technische Daten
| Kenngröße                | Daten |
| ------------------------ | --- |
| Typ                      | Schwerer taktischer Jagdbomber                                                                                    |
| Besatzung                | 2 |
| Länge                    | 23,34 m |
| Spannweite               | 14,70 m |
| Höhe                     | 6,09 m |
| Flügelfläche             | 62,04 m² |
| Flügelstreckung          | 3,5 |

Dreiseitenriss der Su-34

| Tragflächenbelastung     | - minimal (Leermasse): 363 kg/m² - nominal (normale Startmasse): 616 kg/m² - maximal (max. Startmasse): 715 kg/m² |
| Leermasse                | ca. 22.500 kg |
| normale Startmasse       | 38.240 kg |
| max. Startmasse          | 44.360 kg |
| Höchstgeschwindigkeit    | - Mach 1,8 (in optimaler Höhe) - Mach 1,17 (auf Meereshöhe)                                                       |
| Dienstgipfelhöhe         | 14.400 m |
| Einsatzradius            | - 1100 km (ohne Zusatztanks) - 1355 km (mit externen Zusatztanks) - ca. 600 km (auf Meereshöhe)                   |
| Überführungsreichweite   | - ca. 4000 km (ohne Zusatztanks) - ca. 7000 km (mit externen Zusatztanks)                                         |
| max. Waffenlast          | 8200 kg |
| Triebwerke               | zwei Mantelstromtriebwerke Saturn/Ljulka AL-35F                                                                   |
| Schubkraft pro Triebwerk | - mit Nachbrenner: 2 × 137,21 kN - ohne Nachbrenner: 2 × 79,43 kN                                                 |
| Schub-Gewicht-Verhältnis | - maximal (Leermasse): 1,24 - nominal (normale Startmasse): 0,73 - minimal (max. Startmasse): 0,63                |

## Bewaffnung
Festinstallierte Bewaffnung im Bug

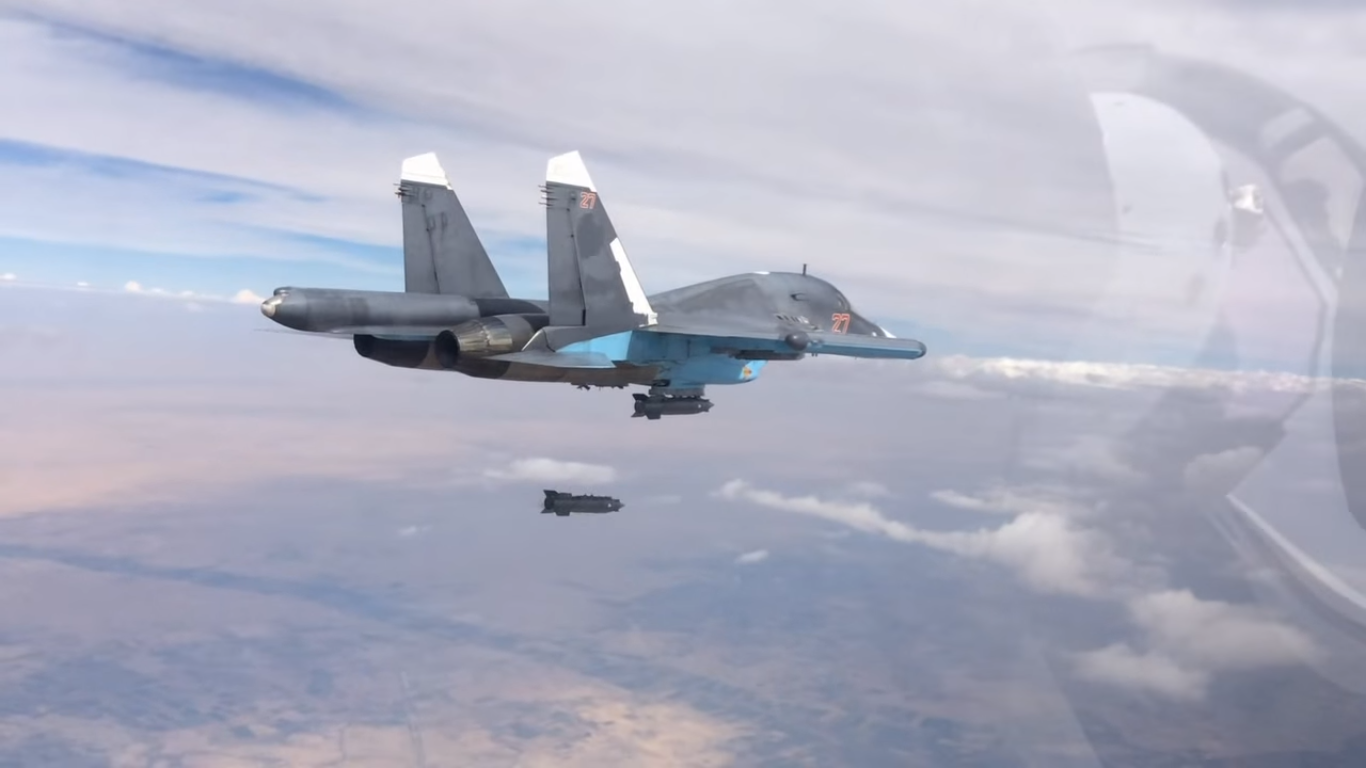
Eine russische Su-34 beim Abwurf einer KAB-500S-Präzisionsbombe am 9. Oktober 2015 während des Militäreinsatzes in Syrien

- 1 × 30-mm-Maschinenkanone Grjasew-Schipunow GSch-301 (9A-4071K) mit 150 Schuss Munition

Waffenzuladung von 8200 kg (Überlast 9000 kg) an zwölf Außenlaststationen
Luft-Luft-Lenkflugkörper

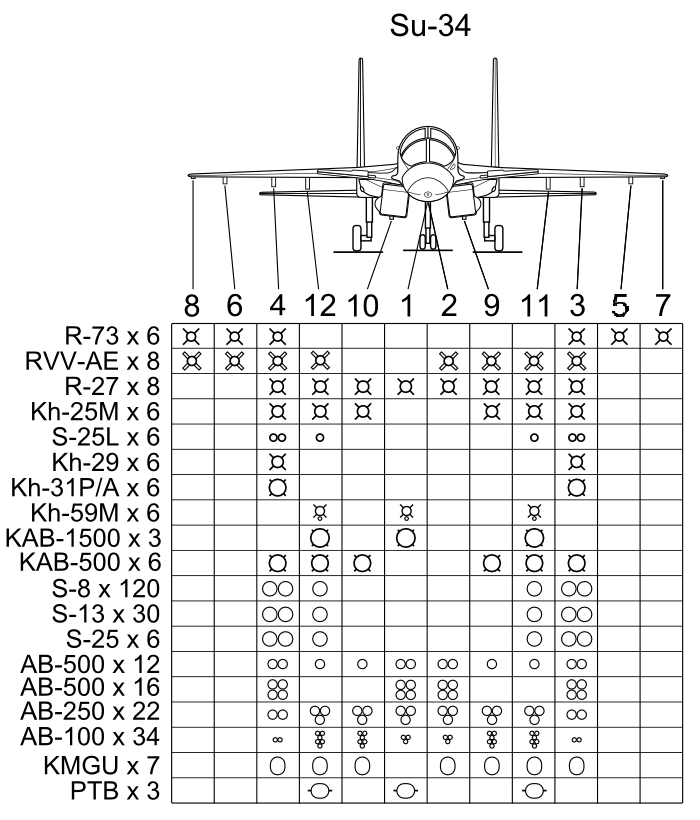
Waffenübersicht der Su-34

- 6 × AKU/APU-470-Startschiene für je eine R-27R (AA-10 „Alamo-A/C“) – halbaktiv radargelenkt für Mittelstrecken[9]
- 6 × AKU/APU-470-Startschiene für je eine R-27T (AA-10 „Alamo-B/D“) – infrarotgesteuert für Mittelstrecken
- 8 × AKU-170-Startschiene für je eine R-77 (AA-12 „Adder“) – radargelenkt für Langstrecken
- 8 × P-72-1D-Startschiene für je eine R-73M2 (AA-11 „Archer“) – infrarotgesteuert für Kurzstrecken[10]

Marschflugkörper
- 2 × AKU-58-Startschiene für eine Ch-59 „Owod“ (AS-13 „Kingbolt“) – fernsehgelenkt
- 2 × AKU-58-Startschiene für eine Ch-59M „Owod-M“ (AS-18 „Kazoo“) – radargelenkt gegen Seeziele
- 3 × Startschiene für je eine „Kalibr“-Rakete, z. B. 3M54A1, 3M14A
- 2 × Startschiene für je eine Ch-101 – strategischer Marschflugkörper mit Tarnkappenfähigkeit, konventioneller 400-kg-Gefechtssprengkopf, Ch-102 thermonuklear Gefechtskopf

Luft-Boden-Lenkflugkörper
- 6 × Startschiene für je 1 × Ch-35 „Uran“ (3M24 bzw. AS-20 „Kayak“) – radargelenkter Seezielflugkörper
- 6 × AKU-58M-Startschiene für je 1 × GosMKB Raduga Ch-38ML/MA/MT/MK – laser-/radar-/infrarot- oder GLONASS-gelenkt
- 6 × AKU-58M-Startschiene für je 1 × Ch-31P (AS-17 „Krypton“) – passiver Antiradar-Lenkflugkörper
- 6 × AKU-58M-Startschiene für je 1 × Ch-31A (AS-17 „Krypton“) – radargelenkter Seezielflugkörper
- 6 × AKU-58M-Startschiene für je 1 × Ch-29L (AS-14 „Kedge“) – lasergelenkt
- 6 × AKU-58M-Startschiene für je 1 × Ch-29T (AS-14 „Kedge“) – fernsehgelenkt
- 6 × APU-68UM3-Startschiene für je 1 × Ch-25MT (AS-10 „Karen“) – fernsehgelenkt
- 6 × APU-68UM3-Startschiene für je 1 × Ch-25ML (AS-10 „Karen“) – lasergelenkt
- 6 × PU-O-25-Raketen-Startbehälter für je 1 × KB Totschmasch S-25LD – lasergelenkt, Kaliber 340 mm
- 1 × Ch-47M2 Kinschal (AS-24 „Killjoy“) – Hyperschall-Lenkflugkörper[11]

Ungelenkte Luft-Boden-Raketen
- 6 × B8M1-Raketen-Startbehälter für je 20 × ungelenkte KB-Totschmasch-S-8-Luft-Boden-Raketen; Kaliber 80 mm
- 6 × B13L-Raketen-Startbehälter für je 5 × ungelenkte KB-Totschmasch-S-13-Luft-Boden-Raketen; Kaliber 122 mm
- 6 × PU-O-25-Raketen-Startbehälter für eine ungelenkte KB-Totschmasch-S-25OFM-Luft-Boden-Rakete; Kaliber 340 mm

Gelenkte Bomben
- 1 × FAB-3000  (UMPK-Gleitbombe)
- 3 × FAB-1500 (UMPK-Gleitbombe)
- 8 × FAB-500 (UMPK-Gleitbombe)
- 16 × FAB-250 (UMPK-Gleitbombe)

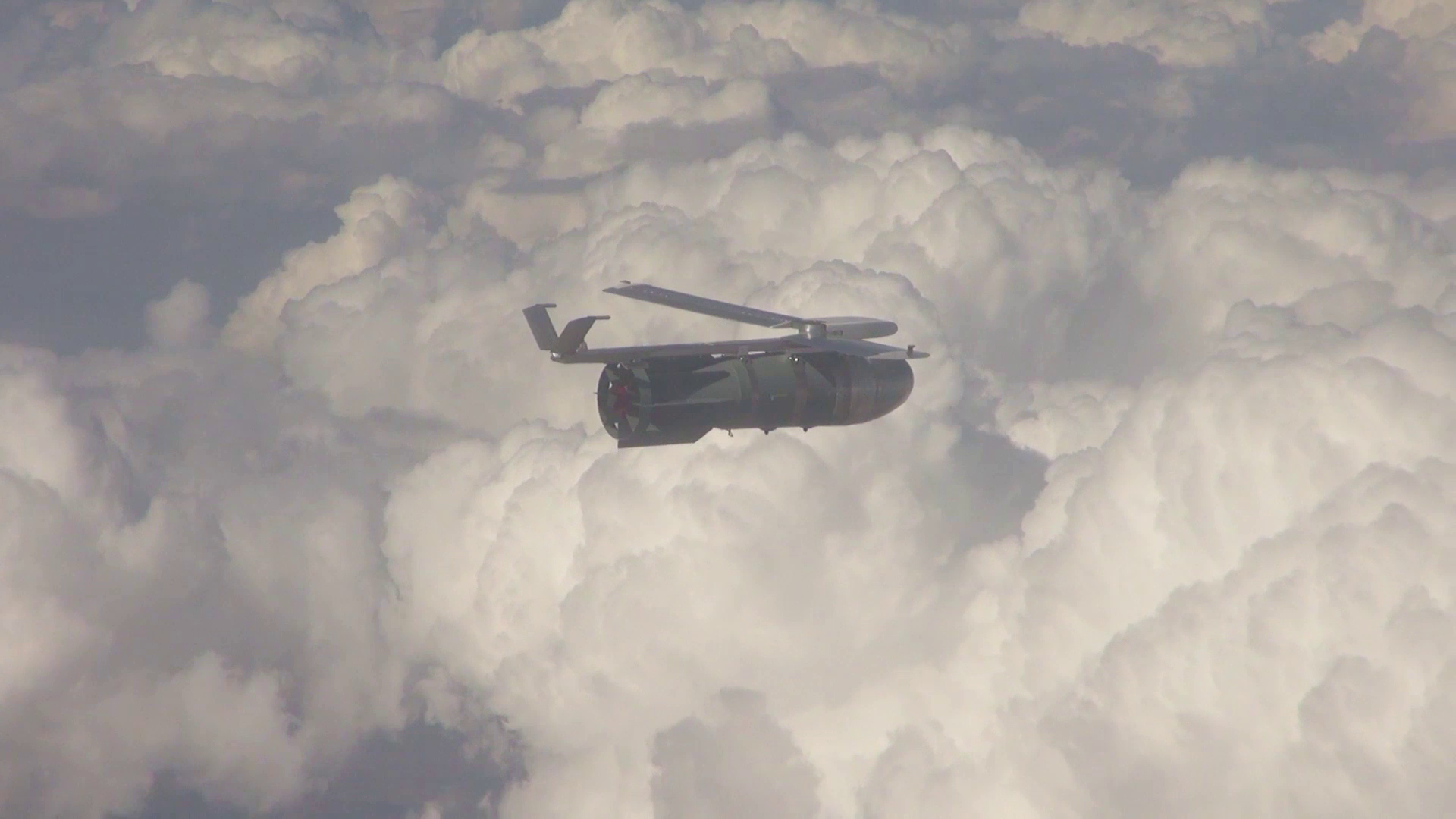
FAB-3000 mit UMPK-Rüstsatz

- 3 × BD-4-Aufhängung für je 1 × Region JSC KAB-1500L-F (lasergelenkte 1500-kg-Bombe)[12]
- 3 × BD-4-Aufhängung für je 1 × Region JSC KAB-1500S (satellitennavigationsgelenkte 1500-kg-Bombe)
- 3 × BD-4-Aufhängung für je 1 × Region JSC UPAB-1500B (satellitennavigationsgelenkte 1500-kg-Bombe)
- 6 × BD-3U-Aufhängung für je 1 × Region JSC KAB-500L (lasergelenkte 500-kg-Bombe)
- 6 × BD-3U-Aufhängung für je 1 × Region JSC KAB-500Kr (fernsehgelenkte 500-kg-Bombe)
- 6 × BD-3U-Aufhängung für je 1 × Region JSC KAB-500S (satellitennavigationsgelenkte 500-kg-Bombe)

Freifallende Bomben
- 3 × FAB-1500M-46 (1500-kg-Sprengbombe)
- 8 × FAB-500T (500-kg-Sprengbombe)
- 8 × ODAB-500PM (500-kg-Aerosolbombe)
- 8 × RBK-500 (500-kg-Streubombe)
- 12 × BetAB-500SchP (500-kg-Anti-Pisten-Bombe)
- 16 × OFZAB-500 (500-kg-Brandbombe)
- 16 × FAB-250M-62 (250-kg-Sprengbombe)
- 16 × FAB-500M-62 (500-kg-Sprengbombe)
- 6 × Mehrfachbombenträger MBD3-U6-68 mit je 3–4 × RBK-250-275 (275-kg-Streubombe, max. 22 Bomben)
- 6 × Mehrfachbombenträger MBD3-U6-68 mit je 3–4 × Basalt FAB-250M-62 (250-kg-Freifallbombe, max. 22 Bomben)
- 6 × Mehrfachbombenträger MBD3-U6-68 mit je 6 × Basalt FAB-250 (250-kg-Sprengbombe, max. 36 Bomben)
- 8 × Mehrfachbombenträger MBD3-U6-68 mit je 6 × Basalt FAB-100 (100-kg-Sprengbombe, max. 48 Bomben)
- 6 × Mehrfachbombenträger MBD3-U6-68 mit je 6 × Basalt OFAB-100-120TB (100-kg-Splittersprengbombe, max. 36 Bomben)

Kernwaffen
- 1 × TN-1000 (taktische 30-kT-Freifall-Nuklearbombe)
- 1 × TN-2000
- 1 × 6U57 (taktische Freifall-Nuklearbombe)
- 1 × 8U49 (taktische Freifall-Nuklearbombe)
- 1 × 8U63 (taktische Freifall-Nuklearbombe)
- 1 × RN-28 / 8U69 (taktische Freifall-Nuklearbombe)
- 1 × RN-24 (taktische Freifall-Nuklearbombe)

Externe Behälter
- 7 × Basalt KMGU-2 (270-kg-Submunitionsbehälter für Kleinbomben und Minen)
- 3 × abwerfbare Zusatztanks PTB-3000 für je 3000 Liter Kerosin (nur für Überführungsflüge)
- 1 × Funkdatenübertragungsbehälter Tekon/Elektron APK-9 als Relais der Lenksignale für die Ch-29, Ch-59 und KAB-500Kr
- 1 × UOMZ Sapsan (elektro-optischer Zielbeleuchtungsbehälter)
- 1 × Störbehälter KNIRTI SAP-14
- 1 × Luftbetankungsbehälter UPAS-1A mit Schlauchtrommel und Korb

Laut russischen Angaben wurden schon 2023 auch Kinschal von der Su-34 eingesetzt.

## Selbstverteidigungssysteme
Im Heckausleger sind in einem Block sieben APP-50A-Täuschkörperwerfer für je 14 × 50-mm-Täuschkörperpatronen eingebaut. Insgesamt sind 98 Täuschkörperpatronen vorhanden.

## Nutzerstaaten

### Aktuelle Nutzer
- Russland – Per Ende 2024 befinden sich 142 Serienmaschinen im Dienst der russischen Luftstreitkräfte.[14][15][16][17][18][19][20][21][22][23]
Weitere 7 fliegende Prototypen befanden sich per 2017 beim Hersteller und der Luftwaffe für Tests.[24]

### Zukünftige Nutzer
- Algerien – Ende 2015 wurden 12 Su-34 für die algerischen Luftstreitkräfte bestellt. Der Gesamtvertrag zur Modernisierung der algerischen Luftwaffe hat ein Volumen von 7,5 Milliarden US-Dollar, davon entfällt eine halbe Milliarde auf die 12 Su-34.[25][26] Im Sommer 2022 wurde bekannt, dass die ersten Maschinen spätestens Anfang 2023 ausgeliefert werden sollten, nachdem Russland lange versucht hatte, weniger leistungsfähige Su-32 zu liefern.[27] Stand Ende 2024 wurde noch keine Maschine geliefert.[23]

## Einsatzgeschichte

### Bürgerkrieg in Syrien
Suchoi Su-34 der russischen Luftstreitkräfte wurden ab dem 30. September 2015 im Rahmen des Militäreinsatzes in Syrien gegen Bodenziele eingesetzt. Der Einsatz fand im Kontext des Syrischen Bürgerkrieges statt.

### Russischer Überfall auf die Ukraine

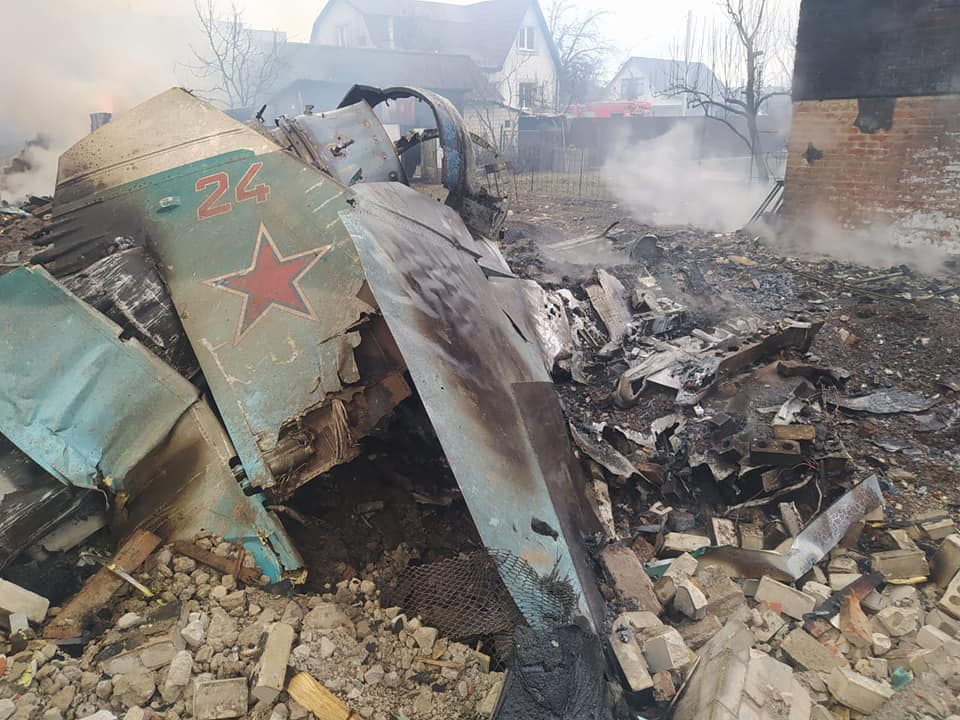
Wrack einer Su-34 bei Tschernihiw, März 2022

Beim russischen Überfall auf die Ukraine setzen die russischen Luftstreitkräfte seit Februar 2022 die Su-34 ein. Am 23. Februar 2024 vermeldeten ukrainische Quellen den Abschuss von insgesamt acht Su-34 und Su-35 innerhalb von nur sieben Tagen. Bis März 2025 wurden mindestens 38 Su-34/Su-34M über der Ukraine abgeschossen oder gingen aus technischen Gründen verloren. Dies entspricht über 25 % der russischen Su-34-Flotte. Nach von dritter Seite unüberprüfbarer Quelle wurden am 22. Dezember 2023 drei Su-34 innerhalb eines Tages durch eine MIM-104-Patriot-Batterie in der Region Cherson abgeschossen.  
Am 12. Oktober 2024 soll eine General Dynamics F-16 nach Angaben mutmaßlich russischer Telegram-Kanäle eine Su-34 der russischen Luftwaffe abgeschossen haben; diese habe sich demnach etwa 50 Kilometer von der Front entfernt befunden und sei auf dem Weg gewesen, Bomben abzuwerfen. Die Besatzung sei getötet worden. Der eng mit den russischen Luftstreitkräften vertraute russische Telegram-Kanal „Fighterbomber“ widersprach dieser Darstellung jedoch vehement und gab an, dass es sich bei den angesprochenen Kanälen um gefälschte ukrainische Propagandakanäle handle. Laut seinen Angaben wurde die Su-34 nicht abgeschossen. Es habe auch nie im angesprochenen Vorfall einen Luftkampf mit einer F-16 gegeben.

## Zwischenfälle
- Am 4. Juni 2015 rollte eine Su-34 der russischen Luftstreitkräfte während der Landung auf der Luftwaffenbasis Buturlinowka aufgrund eines defekten Bremsschirms und überhöhter Geschwindigkeit über die Landebahn hinaus und überschlug sich. Die beiden Besatzungsmitglieder blieben unverletzt.
- Am 18. Januar 2019[41] kollidierten zwei Su-34 der russischen Luftstreitkräfte während eines Übungsfluges über dem Japanischen Meer rund 35 km vor Sachalin. Die Kollision führte zum Absturz der beiden unbewaffneten Maschinen, die Besatzungen katapultierten sich heraus.[42] Ein Kopilot[41] wurde lebend gefunden und gerettet, während zwei weitere Besatzungsmitglieder nur tot geborgen werden konnten. Nach dem vierten wurde noch gesucht.[43][44] Die vermutliche Ursache ist menschliches Versagen, wie die Vernehmung des überlebenden Besatzungsmitglieds ergab. Die Flugzeuge flogen in einer Reihenformation und es herrschte wegen starker Bewölkung geringe Sichtweite. Das nachfolgende Flugzeug verlor das vorausfliegende aus dem Blickfeld und kollidierte beim Aufholen mit dessen Heckpartie.[45]
- Eine Su-34 der russischen Streitkräfte stürzte am 17. Oktober 2022 kurz nach dem Start von einem nahe der Stadt Jeisk gelegenen Flugplatz nach einem Triebwerksbrand ab und schlug direkt neben einem achtstöckigen Wohnblock auf, wo es in einem Feuerball aufging. Der Wohnblock geriet im Bereich der Absturzstelle bis zum Dach in Brand, mindestens 14 Menschen starben. Große Teile des Flugzeugs schlugen in die Hausfassade ein und blieben dort stecken, unter anderem ein Fahrwerksbein sowie Tragflächenteile. Die beiden Piloten konnten die havarierte Maschine mit den Schleudersitzen verlassen, einer landete direkt neben der Absturzstelle.[46]
- Ende April 2023 warf eine Su-34 aus Versehen eine Bombe auf eine Straßenkreuzung in der westrussischen Stadt Belgorod ab, wobei drei Menschen verletzt wurden.[47]
- Am 20. September 2023 stürzte eine Su-34 während eines Trainingsfluges in der Region Woronesch ab. Die beiden Piloten konnten sich mit ihren Schleudersitzen retten. Als Ursache für den Absturz wird eine technische Fehlfunktion angenommen.[48]
- Am 10. Juni 2024 stürzte eine Su-34 während eines Trainingsfluges im Gebirge von Nord-Ossetien ab. Der Unfall wurde bereits vor Abschluss einer möglichen Untersuchung durch technisches Versagen begründet. Beide Piloten kamen dabei ums Leben.[49]
- Am 27. Juli 2024 stürzte eine Su-34 während eines Trainingsfluges im Gebiet Wolgograd ab.[50] Die beiden Piloten konnten sich mit ihren Schleudersitzen retten. Als mögliche Ursache wurde ein technisches Versagen genannt.